# Cima di Lago
La Cima di Lago (in lombardo Scima de Lagh, in romancio Cima da Lägh) è una montagna delle Alpi del Platta nelle Alpi Retiche occidentali.

## Descrizione
Si trova sul confine tra l'Italia (Lombardia) e Svizzera (Canton Grigioni). La montagna è collocata a nord del Pizzo Galleggione e a est del Pizzo Stella, con cui forma la testata della Val di Lei.
Il Lago a cui si riferisce il nome è quello dell'Acquafraggia, formato dal torrente omonimo, su cui incombe unitamente al Pizzo di Sommavalle e al già menzionato Galleggione.